# Dave Hutchinson
Dave Hutchinson (n. 1960, Sheffield, Anglia, Regatul Unit) este un scriitor englez de science fiction. A ținut cursuri de istorie americană la Universitatea din Nottingham. Ulterior a scris pentru The News Weekly și Dundee Courier timp de aproape 25 de ani. El este cel mai bine cunoscut pentru seria Fractured Europe, care a primit mai multe nominalizări la premii. În 2017, al treilea roman al seriei,  Europe in Winter, a câștigat Premiul BSFA pentru cel mai bun roman.

## Biografie
La 21 de ani, Hutchinson a publicat patru volume de povestiri: Thumbprints (1978), Fools' Gold (1979), Torn Air (1980) și The Paradise Equation (1981), toate sub pseudonimul David Hutchinson.

## Lucrări

### SeriaEurope
1. Europe in Autumn (2014)
2. Europe at Midnight (2015)
3. Europe in Winter (noiembrie 2016)
4. Europe at Dawn (Nov 2018)

### Romane
- The Villages (2002)

### Colecții de povestiri
- Thumbprints (1978) [ca David Hutchinson]
- Fool's Gold (1979) [ca David Hutchinson]
- Torn Air (1980) [ca David Hutchinson]
- The Paradise Equation (1981) [ca David Hutchinson]
- As the Crow Flies (2004)
- Sleeps with Angels (2015)

### Serii de antologii
- Strange Pleasures
- Strange Pleasures 2 (2003) cu John Grant
- Strange Pleasures 3 (2005)

### Povestiri în antologii
- Under the Rose (2009)
- World's Collider: A Shared-World Anthology (2012)

### Nuvele
- The Push (2009)
- Lord Huw and the Romance of Stone (2012)
- Acadie (2017)

### Ficțiune scurtă
- "(I've Got) Fairies at the Bottom of My Garden" (1980) [ca David Hutchinson]
- "Abyss" (1980) [ca David Hutchinson]
- "Encroachments" (1980) [ca David Hutchinson]
- "How to Save the World and Influence People" (1980) [ca David Hutchinson]
- "Sleepy Eyes" (1980) [ca David Hutchinson]
- "The Transplacement Trick" (1980) [ca David Hutchinson]
- "The Visible Man" (1980) [ca David Hutchinson]
- "Thumbprints" (1980) [ca David Hutchinson]
- "Treasure Love" (1980) [ca David Hutchinson]
- "What Makes the Flowers Grow?" (1980) [ca David Hutchinson]
- "Zone of Silence" (1980) [ca David Hutchinson]
- "Wspomnienia" (1994)
- "The Trauma Jockey" (1997)
- "Tir-na-nOg" (2000)
- "Mice" (2001)
- "Discreet Phenomena" (2001)
- "Scuffle" (2002)
- "Fear of Strangers" (2002)
- "All the News, All the Time, from Everywhere" (2003)
- "A Dream of Locomotives" (2004)
- "Henry's Eden" (2004)
- "Life on Mars" (2004)
- "On the Windsor Branch" (2004)
- "Pavane of the Sons of the Morning" (2004)
- "Suburban Angels" (2004)
- "The Pavement Artist" (2004)
- "When We Learn to Fly" (2004)
- "You Can't Get Off at Cockfosters" (2004)
- "Mellowing Grey" (2008)
- "Multitude" (2008)
- "The Incredible Exploding Man" (2011)
- "Beyond the Sea" (2012)
- "Dalí's Clocks" (2015)
- "Sic Transit Gloria Mundi" (2015)
- "Sugar Engines" (2015)
- "The Fortunate Isles" (2015)
- "The Silver Monkey" (2015)
- "Catacomb Saints" (2016)[6]

### Eseu
- "We Really Liked This, But ..." (2003) cu John Grant
- "Introduction" to Sleeps with Angels (2015)

### Interviuri online, podcasts, etc.
- http://www.mybookishways.com/2014/03/interview-dave-hutchinson-author-of-europe-in-autum.html Arhivat în 15 ianuarie 2019, la Wayback Machine.
- http://www.mybookishways.com/2015/11/catching-up-with-dave-hutchinson-author-of-europe-at-midnight.html Arhivat în 15 ianuarie 2019, la Wayback Machine.
- http://www.sffworld.com/2015/11/dave-hutchinson-interview/
- http://brsbkblog.blogspot.co.nz/2016/09/interview-with-dave-hutchison.html